# Guatteria ovalifolia
Guatteria ovalifolia R.E.Fr. – gatunek rośliny z rodziny flaszowcowatych (Annonaceae Juss.). Występuje naturalnie w Kolumbii, Wenezueli, Gujanie oraz Brazylii. 

## Morfologia
PokrójZimozielone drzewo dorastające do 6–20 m wysokości.
OwoceZłożone z pojedynczych jagód. Mają ciemnopurpurową barwę.

## Biologia i ekologia
Rośnie w lasach częściowo zimozielonych. Występuje na wysokości do 1600 m n.p.m.